# Кусачка рудоголова
Кусачка рудоголова (Pittasoma rufopileatum) — вид горобцеподібних птахів родини гусеницеїдових (Conopophagidae).

## Поширення
Птах поширений вздовж тихоокеанського узбережжя Колумбії та Еквадору. Трапляється у тропічних низовинних дощових лісах.

## Опис
Це дрібні птахи, завдовжки 16—17 см, вагою до 97 г. Тіло пухке з великою витягнутою головою, коротким конічним сплющеним дзьобом, короткими і закругленими крилами, квадратним куцим хвостом (майже непомітним) та міцними ногами. Верхня частина тіла коричневого кольору. Верхня частина голови червонувато-коричнева, решта коричнева. У самців від основи дзьоба через око вздовж шиї простягається чітка чорна смуга, у самиць вона сіра. Черево та груди рябі (білі пір'їни з чорними краями). У самиць оперення голови блідішого забарвлення, а рябий візерунок на грудях та череві не чорно-білий, а коричнево-білий.

## Спосіб життя
Мешкає у вологих лісах з густим підліском та численними епіфітами. Трапляється поодинці або парами. Активний вдень. Більшу частину дня проводить у пошуках поживи. Живиться комахами та іншими дрібними безхребетними, зрідка ягодами. Моногамний птах. Даних про розмноження бракує.